# جرمانوس الخامس
جرمانوس الخامس (باليونانية Γερμανός Ε) (6 ديسمبر 1835 - 28 يوليو 1920) كان البطريرك المسكوني للقسطنطينية من 28 يناير 1913 حتى 25 أكتوبر 1918. تلقى تعليمه في القدس وأثينا قبل أن يلتحق بمدرسة هالكي اللاهوتية. ولد في 6 ديسمبر 1835 في بلاطة دو فانار في القسطنطينية تحت اسم جورج كافاكوبولوس وتوفي في 18 يوليو 1920).

## سيرة شخصية
انتخب مطران كوس (1867)، رودس (1876-1888)، إيراكليا (1888-1897) وتشالكيدون (1897-1913). في 28 يناير سنة 1913 انتخب بطريركاً مسكونياً.
كان من جهوده عودة البطريرك المنفي يواكيم الثالث العظيم بين عامي 1886 و 1897 . في 7 أكتوبر 1918، حدث تمرد كبير ضد الأرثوذكس وأُجبر على الاستقالة من كرسيه في 12 أكتوبر 1918، وتقاعد في كاديكوي، حيث توفي ودُفن في ديسمبر 1920. وكان آخر بطريرك حصل على الشرفة الإمبراطورية.

## رسالة 1920
ألَّف جيرمان الخامس مجلة دورية نُشرت عام 1920 باعتبارها علامة فارقة للحركة المسكونية. أقترح فيها فكرة إنشاء «أخوية للكنائس»، كاتحاد مبارك للكنائس ودعي مختلف التقاليد للمساهمة من خلال الانخراط في دراسة مشتركة للأسئلة الأساسية حول فكرة الاجتماع.
1. بالنسبة للبطريرك، فإن تعزيز العلاقات بين الكنائس هي الخطوة الأساسية الأولى التي يجب أن يتبعها وإلغاء كل عدم الثقة والمرارة المتبادلة حتى يتم إحياء وتقوية المحبة بين الكنائس.
2. سرد إحدى عشرة نقطة أساسية كمقترح عمل للتعاون المستقبلي بين الكنائس؛ قال ويليم فيسرت هوفت، السكرتير الأول لمجلس الكنائس العالمي، إن «القسطنطينية بمجلة عام 1920 قرعت جرس اجتماعنا».